# Gradiște
Gradiște è un comune della Moldavia situato nel distretto di Cimișlia di 2.514 abitanti al censimento del 2004

## Località
Il comune è formato dall'insieme delle seguenti località: (popolazione 2004)
- Gradiște (1.988 abitanti)
- Iurievca (526 abitanti)